# Les Fantômes du soleil levant
Les Fantômes du soleil levant est la troisième histoire des aventures de la série Buck Danny « Classic ». Elle est publiée pour la première fois dans le journal Spirou du no 4072 au no 4080 en 2016 puis sous forme d'album également en 2016. L'histoire est scénarisée par Frédéric Zumbiehl et dessinée par Jean-Michel Arroyo.

## Résumé
Tokyo, 2 septembre 1945. La réédition du Japon marque officiellement la fin de la Seconde Guerre mondiale à la suite des bombardements d'Hiroshima et Nagasaki, mais certains officiers japonais n'acceptent pas l'humiliante capitulation et veulent frapper les États-Unis. Deux jours plus tard, le major Buck Danny et ses compagnons volent de Sou-Chow, en Chine, vers Tokyo, Japon, où ils doivent recevoir des médailles de la main du Général MacArthur. Visitant un hangar d'avions-suicide Ohka, Sonny est soudain agressé ce qui soulève des interrogations sur le personnel militaire au sol. Le capitaine Miller soutient la théorie d'un complot orchestré par les japonais. Il doit néanmoins fournir des preuves à Buck avant sa rencontre avec MacArthur, il devient gênant vis-à-vis de l'organisation secrète. L'espionne Miss Lee, fraichement libérée des geôles chinoises se charge de l’éliminer en se faisant passer pour une informatrice. Buck arrive sur les lieux et découvre l'assassine ; la police militaire l'informe de l'évasion de Miss Lee tandis qu'elle a déjà pris la fuite. 
L'agent allemand Stahl aux ordres des japonais est envoyé avec un commando sur la base aérienne de Tinian afin de s'emparer d'un B-29 contenant la troisième bombe nucléaire non utilisée. Une fois le détournement effectué, alors que le bombardier se maintient sous la couverture radar, les forces alliées déploient leurs appareils de recherche et quadrillent l'océan. Le B-29 atteint l'île prévue comme destination mais l'ignorance de la configuration de la piste d’atterrissage mène Stalh et ses hommes à un crash inévitable. Le B-29 est irréparable, le général Hessler revoit ses plans et opte pour un bombardier japonais. Buck, Tumb et Sonny arrivent au QG de MacArthur afin de lui exposer le complot de l'armée rebelle. Cependant, il n'y croit pas et sous-estime la menace que représente la disparition du B-29. Buck et ses amis participent alors aux recherche du bombardier perdu. Ils partent alors pour un voyage aux Philippines. A la recherche d'avions pour leur mission, Buck recours à l'aide de l'armée de l'air mexicaine dont le commandant Vargas lui fournit la 201e escadre entière. 
Lors d'une escale sur l'île de Sulawesi, ils retrouvent Susan Holmes qui leur indique une piste pour le B-29.

## Avions
Les avions cités dans la publication incluent : Boeing B-29 Superfortress, Douglas C-47 Skytrain, Kayaba Ka-1, Mitsubishi G4M, Yokosuka MXY-7 Ohka, Mitsubishi A6M, Consolidated PBY Catalina, Curtiss SB2C Helldiver, C-54 Skymaster, Kawanishi H8K, Republic P-47 Thunderbolt, et Lockheed P-38 Lightning.

## Personnages
- Mo-Choung-Young, traitre au sein des Tigres Volants, déjà aperçu dans La Revanche des Fils du Ciel.
- Miss Lee, aperçue dans La Revanche des Fils du Ciel.
- Général Kobayashi
- Général Hessler
- Professeur Shiro Ishii

## Accueil
Sceneario, relayée par Babelio, considère que « Les Fantômes du soleil levant ouvre avec brio, cette nouvelle aventure de Buck Danny. » Le site web Planète BD accueille la publication avec une note de 3 étoiles (très bon).